# Liga de Abjasia 2009
La Liga de Abjasia 2009 fue la 16.ª edición del campeonato de fútbol de Abjasia. El campeón fue el Nart Sukhum.

## Tabla de posiciones
| Pos. | Equipo          | PJ | PG | PE | PP | Pts. |
| ---- | --------------- | -- | -- | -- | -- | ---- |
| 1.   | Nart Sukhum     | 7  | 7  | 0  | 0  | 21   |
| 2.   | FC Athos        | 6  | 4  | 1  | 1  | 13   |
| 3.   | FC Gagra        | 6  | 3  | 1  | 2  | 10   |
| 4.   | Ritsa           | 5  | 2  | 1  | 1  | 4    |
| 5.   | Leon Ochamchira | 3  | 1  | 1  | 1  | 4    |
| 6.   | Kudry Gulripsh  | 4  | 1  | 1  | 2  | 4    |
| 7.   | Kiaraz Pitsunda | 3  | 1  | 0  | 2  | 3    |
| 8.   | Samurzakan Gal  | 5  | 1  | 0  | 4  | 3    |
| 9.   | Abazg Sukhum    | 3  | 0  | 0  | 3  | 0    |